# Курочкин, Василий Васильевич
Василий Васильевич Курочкин (1900, Брянск — 1955, Москва) — советский железнодорожник, первый заместитель министра путей сообщения СССР,  ректор МИИТ.

## Биография
Родился 27 февраля 1900 года в г. Брянске.
В 1935 году окончил Высшее техническое училище имени Баумана в Москве, получив специальность инженера-механика паровозостроения и конструирования паровозов.
В 1937 году назначен заместителем начальника технического управления Народного комиссариата путей сообщения (НКПС), с 1942 года — начальник технического управления НКПС.
В 1948 году назначен заместителем министра путей сообщения СССР, отвечал за техническую политику Министерства и курировал научно-исследовательские и проектно-конструкторские организации Министерства путей сообщения СССР.
В течение 1950—1951 годов возглавлял Главное управление вагонного хозяйства МПС СССР.
В 1951—1953 годах — первый заместитель министра путей сообщения СССР, генерал-директор тяги I ранга.
В связи с реорганизацией управления железнодорожным транспортом должность была упразднена, в результате чего в мае 1953 года он был назначен начальником Одесско-Кишиневской железной дороги.
С 1954 года и до самой смерти занимал должность ректора Московского института инженеров транспорта (ныне Московский государственный университет путей сообщения).
Умер в 1955 году.

## Награды и почетные звания
Награждён двумя орденами Ленина, орденами Трудового Красного Знамени, Красной Звезды и медалями.
Также награждён двумя нагрудными знаками «Почетный железнодорожник».